# Лі Цзіньюй
Лі Цзіньюй (кит.: 李靳宇) — китайська ковзанярка, спеціалістка з бігу на короткій доріжці, олімпійська медалістка, призерка чемпіонату світу. 
На Пхьончханській олімпіаді 2018 року  Лі виборола срібну олімпійську медаль на дистанції 1500 метрів.

## Зовнішні посилання
- Досьє на сайті Міжнародного союзу ковзанярів [Архівовано 1 травня 2018 у Wayback Machine.]

## Виноски
1. 1 2  Olympedia — 2006.
2. ↑  Women's 1500 metres results. Архів оригіналу за 16 грудня 2019. Процитовано 30 квітня 2018.